# Рауль Ранхель
Рауль Ранхель (ісп. Raúl Rangel; нар. 25 лютого 2000, Сапотлан-ель-Гранде) — мексиканський футболіст, воротар клубу «Гвадалахара» та національної збірної Мексики.

## Клубна кар'єра
Рауль Ранхель народився 2000 року в місті Сапотлан-ель-Гранде, та є вихованцем футбольної школи клубу «Гвадалахара». У 2020 році керівництво клубу віддало воротаря в оренду до клубу «Тапатіо», де він грав до 2023 року. У 2023 році Ранхель повернувся до «Гвадалахари», та став основним голкіпером команди.

## Виступи за збірну
2024 року дебютував в офіційних матчах у складі національної збірної Мексики. У складі збірної був учасником розіграшу Кубка Америки 2024 року у США. Станом на листопад 2024 року зіграв у складі збірної 2 матчі, в яких пропустив 4 м'ячі.

## Досягнення
- Володар Золотого кубка КОНКАКАФ (1): 2025